# Šilbidni somovi
Šilbidni somovi (lat. Schilbeidae), porodica slatkovodnih riba redu somovki (Siluriformes) raširena tropskoj Africi i južnoj Aziji. 

## Opis
Ovi somovi odlikuju se veoma kratkom leđnom (dorzalnom) perajom koja rodovima Ailia i Parailia uopće nedostaje i karakterističnim dugačkim analnim perajama za koje Joseph, S. Nelson, (2006) u Fishes of the World, navodi da neke vrste opet nemaju. Česta je i adipozna peraja, a obično ima četiri taktilna brkolika organa u blizini ustiju.

## Rodovi
Porodica Schilbeidae sastoji se od 15 rodova s ukupno 66 poznatih priznatih vrsta.
1. Ailia Gray, 1830
2. Ailiichthys F. Day, 1872
3. Clupisoma Swainson, 1838
4. Eutropiichthys Bleeker, 1862
5. Irvineia Trewavas, 1943
6. Laides Jordan, 1919
7. Neotropius Kulkarni, 1952
8. Parailia Boulenger, 1899
9. Pareutropius Regan, 1920
10. Platytropius Hora, 1937
11. Proeutropiichthys Hora, 1937
12. Pseudeutropius Bleeker, 1862
13. Schilbe Oken, 1817
14. Silonia Swainson, 1838
15. Siluranodon Bleeker, 1858